# Kim Yoon-man
Kim Yoon-man (김윤만?; 25 febbraio 1973) è un pattinatore di velocità su ghiaccio sudcoreano.

## Palmarès

### Olimpiadi
- 1 medaglia:
  - 1 argento (1000 metri a Albertville 1992).

### Mondiali
- 1 medaglia:
  - 1 oro (sprint a Milwaukee 1995).

### Giochi asiatici invernali
- 2 medaglie:
  - 1 argento (1000 metri a Harbin 1996).
  - 1 bronzo (500 metri a Harbin 1996).